# Luís Arnaut Pombeiro

Luís Arnaut Pombeiro e Gomes Ferreira a apresentarem o Noticiário de 7 de março de 1957.

Luís Arnaut Pombeiro (Tavira, 1 de outubro de 1933) foi um político e locutor da RTP durante as décadas de 1950 e 1960.

## Biografia
Licenciado em Direito pela Universidade de Lisboa, foi um dos primeiros locutores da RTP, tendo participado na primeira emissão regular, que foi para o ar no dia 7 de março de 1957, tendo apresentado o Noticiário, juntamente com Gomes Ferreira.
No âmbito político, foi, entre outros, Director do Centro Universitário de Lisboa da Mocidade Portuguesa, Secretário do Secretário de Estado da Educação, Baltazar Rebelo de Sousa, e deputado à Assembleia Nacional,  no último ano do Estado Novo.